# استان تیرس زمور
استان تیرِس زِمّور (به عربی: ولایة تیرس زمور) یکی از استان‌های کشور موریتانی است. استان تیرس زمور ۲۵۲٬۹۰۰ کیلومتر مربع مساحت و ۵۳٬۲۶۱ نفر جمعیت دارد.